# Christopher Deninger
Christopher Deninger (né le 8 avril 1958 à Francfort-sur-le-Main) est un mathématicien allemand, qui s'occupe de théorie des nombres et de géométrie arithmético-algébrique.

## Formation et carrière
Il étudie à partir de 1976 les mathématiques à l'université de Cologne, d'où il est diplômé en 1980 puis où il obtient en 1982 un doctorat avec une thèse intitulée Gitterpunkttheorie von Simplizes und ihr Zusammenhang mit diophantischer Approximation, verallgemeinerten Dedekindschen Summen und dem holomorphen Lefschetz-Satz, sous la direction de Curt Meyer. De 1983 à 1989, il est à l'université de Ratisbonne, l'assistant de Jürgen Neukirch. Deninger est depuis 1989 professeur à l'université de Münster et Directeur du programme de Mathématiques de l'Institut.

## Travaux
Il a déterminé un lien entre les systèmes dynamiques et la théorie analytique des nombres, sujet sur lequel il a donné une conférence plénière, en 1998, au Congrès international des mathématiciens à Berlin, et il a mis en évidence une interprétation cohomologique possible des formules explicites de la théorie analytique des nombres.

## Prix et distinctions
En 1992, il reçoit, conjointement avec Michael Rapoport, Peter Schneider (de) et Thomas Zink (de) le prix Gottfried-Wilhelm-Leibniz. Depuis 2003, il est membre de l'académie Leopoldina. Il est Fellow de l'American Mathematical Society. 
Parmi ses doctorants figurent notamment Annette Huber-Klawitter (Fribourg), Thomas Geisser (University of Southern California), Klaus Künnemann (Regensburg), Niko Naumann (Regensburg), Annette Werner (Francfort), Jörg Wildeshaus (Université Paris XIII) et Guido Kings (Regensburg).

## Publications
- Higher regulators and Hecke {\displaystyle L}-series of imaginary quadratic fields. I: Invent. Math. 96 (1989), no. 1, 1–69; II: Ann. of Math. (2) 132 (1990), no. 1, 131–158.
- On the {\displaystyle \Gamma }-factors attached to motives. Invent. Math. 104 (1991), no. 2, 245–261.
- Local {\displaystyle L}-factors of motives and regularized determinants. Invent. Math. 107 (1992), no. 1, 135–150.
- Higher order operations in Deligne cohomology. Invent. Math. 120 (1995), no. 2, 289–315.
- Deligne periods of mixed motives, {\displaystyle K}-theory and the entropy of certain {\displaystyle \mathbb {Z} ^{n}}-actions. J. Amer. Math. Soc. 10 (1997), no. 2, 259–281.
- Fuglede-Kadison determinants and entropy for actions of discrete amenable groups., J. Amer. Math. Soc. 19 (2006), no. 3, 737–758
- Deninger: Analogies between analysis on foliated spaces and arithmetic geometry. 2007
- Deninger: Number theory and dynamical systems on foliated spaces. Jahresbericht DMV 2001